# Javier Ramírez Sinués
Javier Ramírez Sinués (Tauste, 1898-Zaragoza, 1977) fue un abogado y político español. 

## Biografía
Era hijo de Javier Ramírez de Orúe, terrateniente y político del Partido Conservador, que había sido alcalde de Tauste, presidente de la diputación de Zaragoza y gobernador civil de Valladolid y Tarragona en la última etapa de la Restauración.
Javier Ramírez Sinués era propietario agrícola y licenciado en Derecho, y ejerció la abogacía en Zaragoza.
Tras la proclamación de la Segunda República,  ingresó en la Comunión Tradicionalista. Se presentó como candidato a diputado a Cortes en las elecciones de 1933 por Zaragoza en la lista de la Unión de Derechas, y resultó elegido, formando parte en el Congreso de la minoría tradicionalista. En 1935 fue nombrado delegado regional de Juventudes Tradicionalistas en Aragón.
Combatió en la guerra civil en el bando nacional con el grado de capitán y aceptó el decreto de Unificación. Durante la contienda fue gobernador civil de Soria y, una vez terminada, desempeñó el mismo puesto en Álava entre 1939 y 1943.
Posteriormente se retiró de la política activa, aunque formó parte del grupo de tradicionalistas partidarios de Don Juan, al que en 1957 reconoció oficialmente como rey legítimo de España. En 1969 formó parte de una comisión de antiguos diputados tradicionalistas presidida por Ricardo Oreja Elósegui, que manifestó su adhesión al general Franco en El Pardo tras la expulsión de la familia Borbón-Parma y poco antes del nombramiento de Juan Carlos de Borbón como futuro rey.
Por decreto de 1 de abril de 1960, el ministro de Asuntos Exteriores Fernando María de Castiella le concedió la Gran Cruz de la Orden del Mérito Civil.